# برنتا
برنتا (به ایتالیایی: Brenta) یک کومونه در ایتالیا است که در استان وارزه واقع شده‌است.

## خصوصیات
برنتا ۴٫۲ کیلومترمربع مساحت و ۱٬۷۰۵ نفر جمعیت دارد.